# جهاد الزوید
جهاد الزوید (انگلیسی: Jehad Al-Zowayed؛ زادهٔ ۱۱ ژانویهٔ ۱۹۸۹) یک ورزشکار اهل عربستان سعودی است.
از باشگاه‌هایی که در آن بازی کرده‌است می‌توان به باشگاه فوتبال هجر عربستان سعودی، باشگاه فوتبال الفتح عربستان سعودی، و باشگاه فوتبال الفیصلی عربستان سعودی اشاره کرد.